# Berlian Makmur
Berlian Makmur is een bestuurslaag in het regentschap Musi Banyuasin van de provincie Zuid-Sumatra, Indonesië. Berlian Makmur telt 3317 inwoners (volkstelling 2010).